# Alfred II. zu Windisch-Grätz

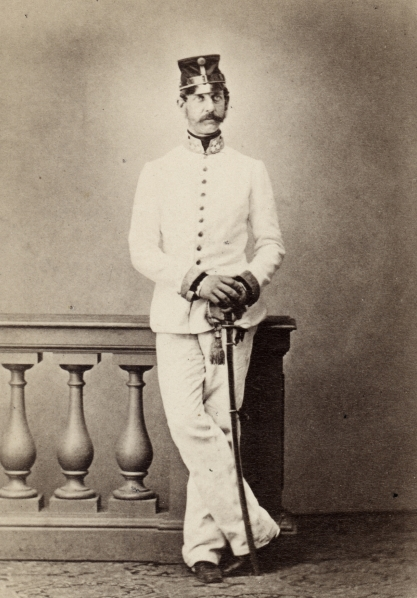
Alfred II. zu Windisch-Grätz

Alfred II. Josef Nikolaus Guntram Fürst zu Windisch-Grätz (* 28. März 1819 in Wien; † 28. April 1876 in Tachau, Böhmen) war eikn kaiserlich österreichischer  Berufsoffizier und böhmischer Großgrundbesitzer. 

## Leben
Er war Sohn des Fürsten Alfred I. zu Windisch-Grätz und dessen Frau (Maria) Eleonore (1796–1848), Tochter des Fürsten Joseph zu Schwarzenberg. Wie drei seiner Brüder war Alfred II. zu Windisch-Grätz General in der österreichischen Armee. Bei der Niederschlagung des Pfingstaufstandes in Prag 1848 wurde seine Mutter getötet und er selbst verwundet.
Als Flügeladjutant seines Vaters begleitete er diesen bei allen militärischen Unternehmungen. Im Preußisch-österreichischen Krieg von 1866  befehligte er in der entscheidenden Schlacht von Königgrätz, die mit der Niederlage Österreichs endete, zwei Regimenter und wurde im Gefecht bei Stresetitz durch einen Bauchschuss schwer verwundet.
Er war seit 1850 mit Hedwig Prinzessin von Lobkowicz (1829–1852) verheiratet, die wenige Jahre nach der Eheschließung starb. Sein einziges Kind war Alfred III. zu Windisch-Grätz; dieser verlor seine Mutter ein Jahr nach seiner Geburt.
Alfred II. zog sich während einer Birkhuhnjagd bei Inselthal eine starke Erkältung zu, an deren Folgen er auf Schloss Tachau, dem böhmischen Familiensitz der Windisch-Grätz, verstarb. Auch sein Sohn und dessen Frau starben später hier.